# August Essenwein (Apotheker)
August Essenwein (* 1871 in Nürnberg, Bayern; † 4. Mai 1953 in Wörth an der Donau) war ein deutscher Hofapotheker und Bezirksfeuerwehrvertreter.

## Leben und Wirken
August Essenwein wurde als Sohn von August Ottmar (Ritter von) Essenwein in Nürnberg geboren. Nach seiner Schulzeit und dem Studium der Pharmazie an der TH Karlsruhe, wo er sich der Karlsruher Burschenschaft Ghibellinia anschloss, kam er im Jahr 1905 nach Wörth an der Donau um die damalige Schlossapotheke in der Ludwigstraße zu übernehmen. Nach einigen Jahren wurden dort die Räumlichkeiten zu eng und Essenwein zog die Apotheke in ein bereits 1931 erworbenes Gasthaus am Wörther Marktplatz, das er vollständig umbauen und grundlegend sanieren ließ, um. Bereits 1934 bestand sein Warensortiment in der nun modernen Apotheke aus 8000 verschiedenen Artikeln. Apotheker Essenwein war ein großer Idealist, Organisator und Geschäftsmann und eng mit seiner Wahlheimat Wörth an der Donau verbunden.

### Hofapotheker
Im Jahr 1911 wurde August Essenwein durch Seine Majestät König Carol von Rumänien zum „Hofapotheker“ und „königlichen Hoflieferanten“ ernannt. Ausschlaggebend hierfür dürfte die Freundschaft der Familie Essenwein zu Generalfeldmarschall August von Mackensen, dem späteren Vizegouverneur von Rumänien, gewesen sein. Die bisherige Landgerichtsapotheke wurde zur Hofapotheke für den königlichen Hof Rumäniens bestimmt. Fürst Albert von Thurn und Taxis verlieh der Apotheke den Titel „Fürstlich Thurn- und Taxissche Schlossapotheke“. Anlässlich dieser Verleihung wurden an der Nordseite der Apotheke zwei Wappen angebracht. Zudem befindet sich an der Apotheke das Wappen vom letzten auf Schloss Wörth residierenden Fürstprimas und Fürstbischof Karl Theodor von Dalberg, Apothekengründer in Wörth sowie das Familienwappen der Ritter von Essenwein, deren Nachkommen diese Apotheke 78 Jahre führten.

### Wörther Schlossbitter
Bereits vor seiner Zeit als Apotheker in Wörth hatte Essenwein ein Kräuterelixier hervorgebracht, das 1896 bei der internationalen Hygieneausstellung in Baden-Baden prämiert wurde. Das Rezept hierfür brachte er in seine Apotheke nach Wörth mit und etablierte dort die Marke Wörther Schlossbitter. Dieser Kräuterlikör, der in Eichenfässern reift und in Handarbeit hergestellt wird, befindet sich heute noch im Sortiment der Hofapotheke und hat überregionale Bedeutung erreicht.

### Vereinsleben und Heimatpflege
Essenweins große Leidenschaft waren seine Ehrenämter. Ab dem Jahr 1912 gab er jährlich den „Wörther Volkskalender“ heraus und machte damit seine Heimat überregional bekannt. Zudem war er Heimatschutzbeauftragter (Heimatpfleger) und als Heimatschriftsteller für das Bezirksamt tätig. August Essenwein war Mitbegründer des Brückenbauvereins, Mitglied im Turnverein, beim Bayerischen Roten Kreuz und Schriftsteller im örtlichen Waldverein. Auch war er bei landwirtschaftlichen Ausstellungen tätig und Ideengeber für ortsverschönernde Maßnahmen. Auf seine Initiative entstand beispielsweise der Serpentinenaufgang auf der Bergsüdseite zum Schloss Wörth an der Donau.

### Feuerwehr
Am 13. Dezember 1907 trat Essenwein der Freiwilligen Feuerwehr Wörth bei und brachte sich auch mit finanziellem Engagement ein. Mithilfe seines Organisationstalents gründete er 1924 eine Feuerwehrkapelle. Ab 1928 war er stellvertretender Bezirksfeuerwehrvertreter des Feuerwehrbezirks Groß-Regensburg-Land und übernahm überörtliche Funktionen. Anfang der 1930er Jahre gründete er das Feuerwehrerholungsheim in Bayerisch Gmain und kümmerte sich auch nach dem Krieg um dessen Fortbestand. Im Jahr 1936 erreichte er die Anschaffung des ersten „automobilen Löschgeräts“, einer Kraftfahrspritze Marke Magirus, für die Freiwillige Feuerwehr Wörth an der Donau und übernahm ab 1940 den Posten des Schriftführers. Nach dem Zweiten Weltkrieg machte er sich mit dem Neuaufbau der Feuerwehr verdient.
→ siehe: Geschichte der Freiwilligen Feuerwehr Wörth

## Ehrungen

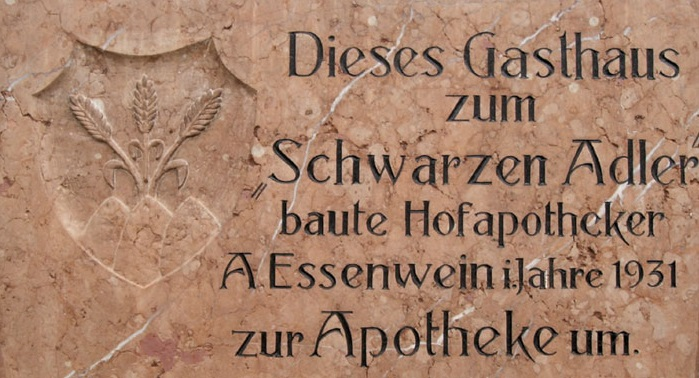
Das Wappen der Familie Essenwein

Neben zahlreichen Auszeichnungen und Anerkennungen erhielt August Essenwein folgende Ehrungen:
- 1928: Deutsches Feuerwehr-Ehrenkreuz mit Brillantbrustnadel
- 1950, 9. Februar: Ernennung zum Ehrenbürger